# 拉瓦涅萨
拉瓦涅萨，是西班牙卡斯蒂利亚-莱昂莱昂省的一个市镇。 总面积20平方公里，总人口10190人（001年），人口密度510人/平方公里。